# 线粒体基质

粒線體與粒線體基質

線粒體基质（mitochondrial matrix）是線粒體中由線粒體内膜包裹的内部空间，其中充满无定形液体，含有参与三羧酸循环、脂肪酸氧化、氨基酸降解等生化反应的酶类。其中，苹果酸脱氢酶是线粒体基质的标志酶。线粒體基质中的某些酶系组成网状结构，与线粒體内膜内侧有一定的连接，利于上述酶促反应所形成的NADH转移至内膜的电子传递链中。除各种可溶性酶外，線粒體基质还含有线粒体自身的DNA（即线粒體DNA）和核糖体（粒線體核糖体）。
线粒體基质中每1μL的水溶解了约1.25mg的蛋白质，而细胞质基质中每1μL的水溶解了约0.26mg蛋白质，所以线粒體体基质较细胞质基质黏稠。虽然已知线粒体内膜含有可调节水分子转运的水通道蛋白，线粒体维持内膜两侧的渗透平衡的方式仍不明晰。

## 蛋白转运机制
粒線體基质中的蛋白质可统称为“粒線體基质蛋白质”，这些蛋白质除少数在粒線體基质中合成外，绝大多数由细胞质基质中的游离核糖体轉譯产生的，这些在线粒体外合成的蛋白转运过程十分复杂：前体蛋白在游离核糖体上释放后，在细胞质分子伴侣Hsp70辅助下解折叠，然后通过蛋白质N端的转运肽跟粒線體外膜上的受体蛋白识别，在受体上或受体附近的内外膜接触点处利用三磷酸腺苷（adenosine-triphosphate，缩写为“ATP”）水解产生的能量驱动前体蛋白进入转运蛋白的运输通道，然后由电化学梯度驱动穿过粒線体内膜、进入线粒体基质。在线粒体基质中，前体蛋白继续由mHsp70继续其解折叠状态，直至Hsp60对其进行正确折叠。在折叠后，转运肽酶切除蛋白末端的转运肽，线粒体基质蛋白质最终成熟，在线粒体基质中发挥作用。